# Ermbert
Ermbert (Erembert, Ehrimbertus) († 3. Januar 793 oder 798, vermutlich in Worms) war Bischof von Worms und Abt des Klosters Weißenburg im Elsass.
Mit ihm endet eine Überlieferungslücke in der Abfolge der Bischöfe von Worms. Letzter bekannter Vorgänger war der heilige Rupert, der vermutlich am 27. März 718 gestorben war. Ermbert ist als Bischof ab Mai 764 bezeugt. Vermutlich kam er aus dem Kloster Weißenburg. Das Bistum Worms war in karolingischer Zeit von hoher Bedeutung, da die Königspfalz Worms neben denen in Ingelheim und Aachen eine der durch den König meistbesuchten war.
Als Abt des Klosters Weißenburg ist Ermbert seit November 764 bezeugt.
Über das Wirken von Bischof Ermbert ist wenig bekannt. Er war als Teilnehmer an der Lateransynode von 769 durch den fränkischen König Karl entsandt.